# 이천시의 지질

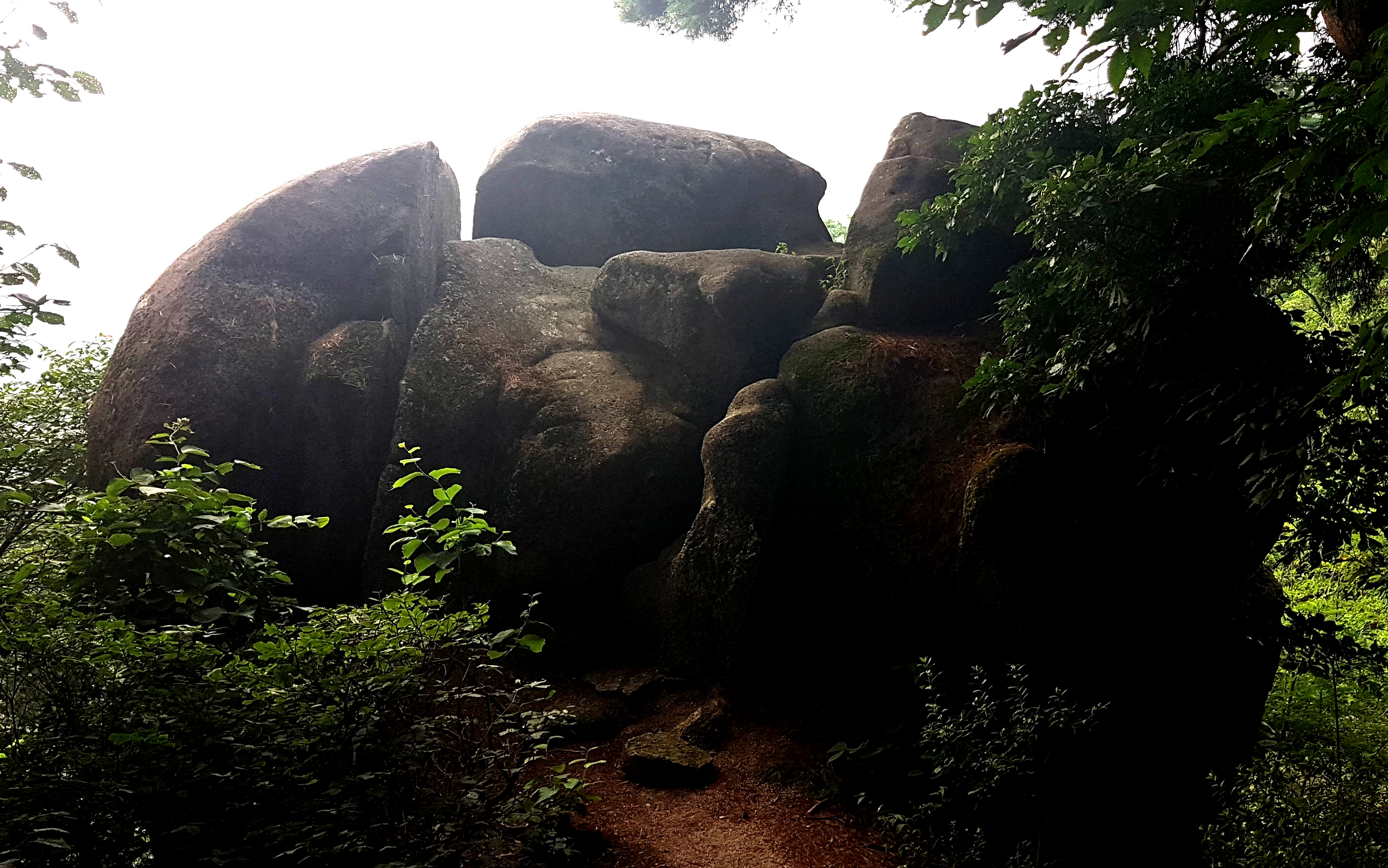
중생대 쥐라기 대보 화강암으로 구성된 이천 설봉산 삼형제바위

본 문서에서는 경기도 이천시의 지질과 지질유산, 단층에 대해 설명한다.

## 개요
이천시의 지질은 단순한 편이며, 경기 지괴/경기 육괴 내에 위치하고 있지만 선캄브리아기의 암석보다는 중생대 쥐라기의 화강암이 주를 이룬다. 화강암이 분포하는 지역은 많은 풍화가 진행되어 이천시는 대부분 저지대의 지형을 보이고 있다.
1:5만 지질도폭 상으로,
- 양평 지질도폭(1978)의 남부 (신둔면 장동리 북부, 백사면 송말리, 도립리)[2]
- 이천 지질도폭(1974)의 동부 (신둔면, 백사면 남서부, 마장면, 호법면, 부발읍 서부, 모가면 북부)[3]
- 여주 지질도폭(1975)의 서부 (부발읍 서부, 백사면 남동부)[4]
- 장호원 지질도폭(1989)의 북서부 (설성면, 장호원읍, 율면)[5]

에 해당한다.

## 선캄브리아기편마암
경기 지괴 경기편마암복합체의 일부인 흑운모 편마암(Precambrian Biotite Granite)은 이천시 북부 및 서부 경계인 원적산(564 m)~정개산~넉고개(넓고개)~양각산(381 m)~마장면 회억리, 오천리 해월리~송림산(321 m)~소학산(310 m)~뒷동골산(223 m) 지역과, 이천시 남부 율면 산양리 및 산성리 지역에 분포한다. 이천 지질도폭(1974)에 의하면 본 암석은 주로 흑운모가 우세한 우흑대(優黑帶)와 소량의 각섬석을 함유한 우흑대가 석영 및 장석으로 구성된 우백대(優白帶)와 교호(交互)하는 호상 구조를 나타내며 대체로 북동 60°의 주향과 남동 58°의 경사를 보인다. 퇴적암 기원의 변성암의 연령은 루비듐-스트론튬(Rb-Sr) 연대 측정법에 의해 생성연대가 26억 6천만년 전으로 추정된다. 이천시 율면에 소규모 분포하는 선캄브리아기 호상 편마암은 대보 화강암 가운데에 포획체로 존재하며 호상 구조를 보이는 편마암이다.
이승구 외(1994)는 이천시 장호원읍의 석류석 편마암에서 1198±33 Ma (중원생대)의 Sm-Nd 연대를 보고하였다. 이는 석류석 편마암의 Sm-Nd계가 이 시기에 교란되었음을 의미한다.

## 중생대화강암

### 흑운모 화강암
중생대 쥐라기 대보 화강암의 일부인 흑운모 화강암(Jurassic Biotite Granite)은 편마암 분포 지역을 제외한 이천시의 거의 전 지역에 분포하며 중생대 쥐라기에 한반도를 대규모로 관입한 대보 화강암의 일부이다. 화강암이 분포하는 지역은 심한 풍화를 받아 저지대를 형성한다. 이천 지질도폭(1974)에 의하면 담녹색, 유백색, 암회색, 회록색, 회갈색, 담홍색을 띠며 여러 지역에서 석영맥이나 반화강암맥(aplitic vein), 규장암맥(felsite), 거정질화강암맥(pegmatitic vein), 중성암맥의 관입을 받았다. 절리의 발달이 불량하며 주요 구성 광물은 석영, 사장석, 장석, 퍼사이트(perthite), 정장석, 각섬석, 흑운모 등이고 녹니석, 백운모, 일메나이트(illmenite), 자철석, 지르콘 등이 함유된다.

### 복운모 화강암
복운모 화강암은 이천시 율면 월포리 지역에 분포하며 흑운모 화강암과 점이적 관계이며 호상 편마암을 포획하였으며 화강암 내에 석영반암, 페그마타이트 등이 관입하였다. 복운모 화강암은 일반적으로 중립질 내지 세립질이며 유백회색을 띠고 절리가 발달하며 석영, 사장석, 미사장석, 정장석, 백운모, 흑운모 등으로 구성된다.

### 암맥
암맥은 이천시 곳곳에서 선캄브리아기 편마암과 중생대 대보 화강암을 관입하였으며 산성, 중성, 염기성 암맥으로 구분된다. 중생대 백악기의 산성암맥은 석영맥, 거정질화강암, 규장암맥, 화강반암맥, 중성내지 염기성 암맥은 안산암질암맥, 황반암맥 등으로 구분된다. 석영맥은 유백색 내지 담홍색을 띠며 대부분 북동 내지 북서 방향으로 1~10 m 두께를 보이며 연장은 다양한데 마장면 장암리 도드람산 일대에 북서 36° 방향으로 연장되는 석영맥은 폭이 10 cm 내외에 연장은 대략 1.5 km에 달한다. 규장암맥은 황회색을 띠고 대개 북동 방향으로 관입하였으며 연장은 3~50 m이다. 거정질화강암맥은 이천시 대월면 대흥리에 많이 분포한다.

### 이천 설봉산 삼형제바위
이천 설봉산 삼형제바위는 경기도 이천시 설봉산에 있는 화강암 바위이다. 삼형제가 나란히 서 있는 듯 한 모양을 가지고 있어서 삼형제 바위라고 불린다.

## 단층

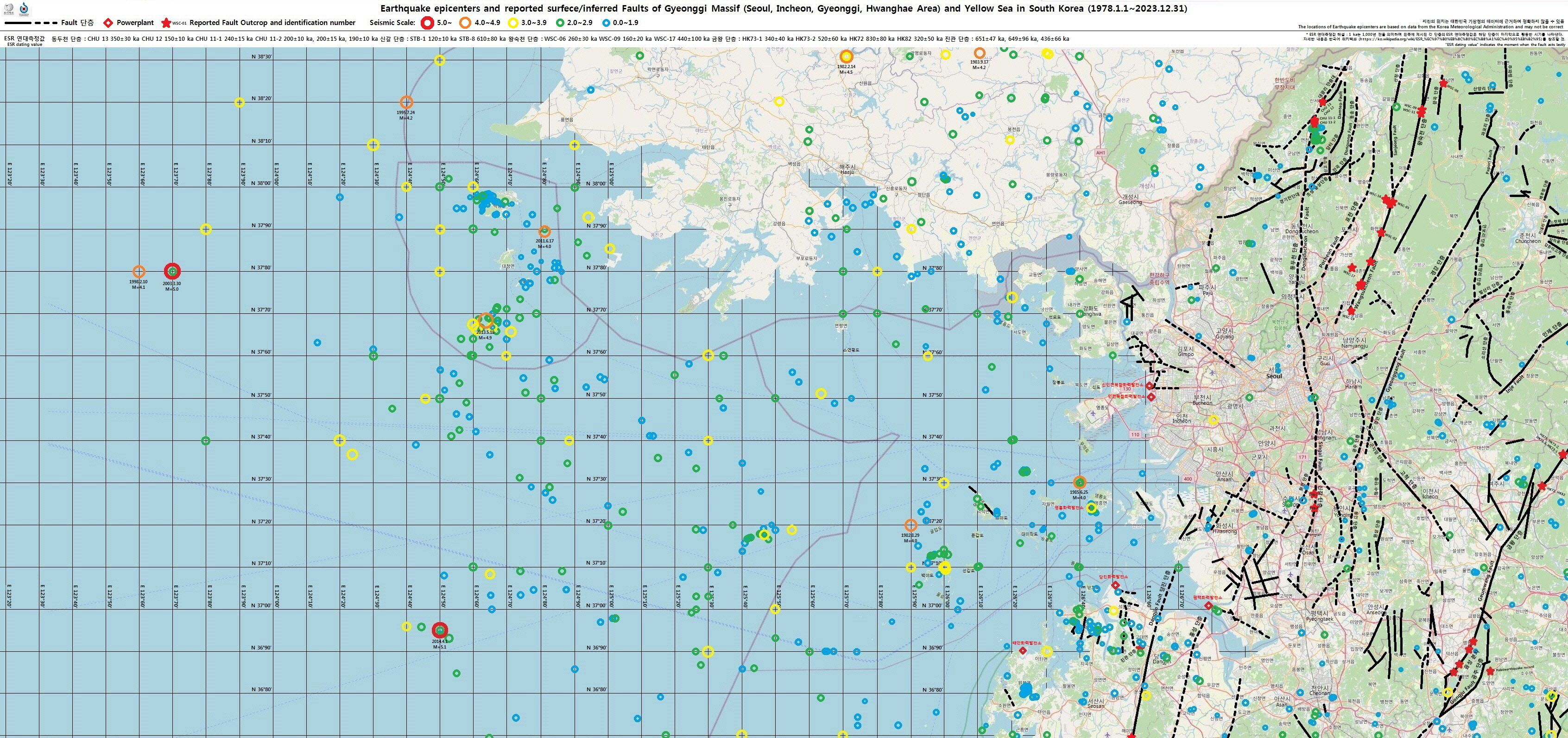
경강 단층과 왕숙천 단층

### 고척 단층
고척 단층(高尺 斷層)은 경기도 광주시 도척면 진우리에서 신둔면 고척리, 호법면 안평리와 대포동 등을 지나 모가면까지 발달하는 것으로 추정되는 북서-남동 방향의 추정 단층이다. 지질도에 나온 단층의 연장은 약 18 km이다. 그 외에는 금왕 단층이 장호원읍 동쪽―이천시 경계 밖인 음성군 감곡면―을 지난다.

## 같이 보기
- 한국의 지질
  - 경기 육괴